# Floruit
Floruit (sovint abreujat «fl.» o, ocasionalment, «flor.», sense cursiva) és un mot llatí que es refereix a un període durant el qual es té la certesa que una persona, una escola o un moviment estava en actiu.
És la tercera persona, singular, del pretèrit perfet del verb llatí florere — 'florir'. S'usa àmpliament en els escrits d'història, genealogia o enciclopèdies. Quan es refereix a persones, se'n fa ús quan la data de naixement o defunció són desconegudes, però es tenen altres proves relatives a quan va viure. Si, per exemple, es compta amb escriptures atorgades per Pere Pau el 1204, 1207 i 1229, i una partida de matrimoni del 1197, s'escriuria «Pere Pau (fl. 1197–1229)».